# Кононович, Эдвард Владимирович
Э́двард Влади́мирович Кононо́вич (8 ноября 1931, Москва — 26 сентября 2017, там же) — советский и российский учёный-астроном, педагог и популяризатор науки, кандидат физико-математических наук, сотрудник Государственного астрономического института имени П. К. Штернберга.

## Биография
Э. В. Кононович родился 8 ноября 1931 года в Москве. Его отец, Владимир Николаевич Сухомлинов, был художником. Мать, Тамара Сергеевна Кононович, происходила из дворянской семьи. Двоюродный дедушка по линии матери, Александр Константинович Кононович, возглавлял кафедру астрономии и университетскую обсерваторию в Новороссийском университете.
В 1950 году Э. В. Кононович окончил московскую 59-ю школу и поступил на астрономическое отделение механико-математического факультета МГУ. В 1955 году после получения диплома с отличием был принят в аспирантуру к И. С. Шкловскому. 29 января 1959 года защитил кандидатскую диссертацию «Модель солнечной хромосферы по внезатменным наблюдениям».
15 октября 1958 года Э. В. Кононович был зачислен на должность младшего научного сотрудника Государственного астрономического института им. П. К. Штернберга; с октября 1961 года — ассистент, с июля 1964 года — исполняющий обязанности доцента, с марта 1966 года — доцент кафедры астрофизики астрономического отделения физического факультета МГУ.
Э. В. Кононович умер 26 сентября 2017 года в Москве. Похоронен на Кузьминском кладбище (участок № 99).

## Научно-педагогическая и общественная деятельность
Мы и Космос. Космос и Мы. Или Космос без Нас? Нет, в Нашем Космосе Мы — суть. Значит Космос в Нас, и потому Мы в Космосе. Всегда ли это было? А как долго ещё будет? Но если не всегда, то значит, и не везде… Тогда могут быть и другие космосы, которые без нас!
— Эдвард Кононович
Сфера научных интересов Э. В. Кононовича охватывала широкий ряд направлений физики Солнца: активные процессы в фотосфере, хромосфере и короне, магнитные поля, их связь с цикличностью солнечной активности и, как следствие этого, влияние солнечной активности на метеорологические и геомагнитные процессы Земли. В последние годы основное внимание уделялось изучению солнечно-земных связей.
Способности экспериментатора проявились у Э. В. Кононовича ещё в студенческие годы при разработке и реализации микрофотометра интенсивностей. Позднее им были созданы узкополосные фильтры на основе интерферометров Фабри—Перо, экспедиционный солнечный телескоп, эшельный спектрограф и другие оригинальные установки, проведены инструментальные разработки, связанные с проблемой качества изображения для наземных наблюдений. Участвовал в строительстве новых инструментов для выполнения наблюдений Солнца на обсерваториях СССР и СНГ. В 1980-е годы по его инициативе на Тянь-Шаньской высокогорной экспедиции (ТШВЭ) ГАИШ был установлен 50-сантиметровый горизонтальный солнечный телескоп фирмы Цейсс (HSFA). ТШВЭ — единственное место, где были размещены крупные солнечные инструменты института.
На протяжении полувека Э. В. Кононович участвовал почти во всех экспедициях ГАИШ по наблюдению полных солнечных затмений: 1954 год — первый выезд в качестве студента-практиканта, 1961 год и ряд следующих — начальник экспедиции, 29 марта 2006 года — последний выезд в качестве куратора наблюдений.
В 1991 году была организована Краснопресненская лаборатория, где исследовались в основном вопросы гелиосейсмологии, в течение последних десяти лет признанные приоритетными в физике Солнца. Инициатором создания этой лаборатории, а с 1998 по 2011 год фактическим её руководителем был Э. В. Кононович.
На протяжении многих лет читал курс «Общая астрономия» для первокурсников Астрономического отделения, спецкурс «Физика Солнца» для старшекурсников. Разработал уникальный для своего времени практикум по компьютерному моделированию для астрофизиков старших курсов «Внутреннее строение и эволюция звёзд». Под руководством Э. В. Кононовича защищены 10 диссертаций на соискание учёной степени кандидата физико-математических наук. Автор нескольких монографий и учебников и более 300 работ. Член Учёного совета ГАИШ МГУ.
Книга по вводному курсу общей астрономии для студентов астрономических специальностей выдержала тринадцать изданий: «Курс общей астрономии» в соавторстве с П. И. Бакулиным и В. И. Морозом — пять изданий за период 1966—1983 годов (подготовленное в 1989 году 6-е издание не состоялось), «Общий курс астрономии» в соавторстве с В. И. Морозом — восемь изданий за период 2001—2022 годов. Этот курс переведён на многие языки, на нём выросло не одно поколение отечественных и зарубежных астрономов.
Э. В. Кононович работал в редколлегии Астрономического циркуляра. Прекрасное знание нескольких иностранных языков способствовало тому, что под его редакцией издавались переводы книг зарубежных авторов по физике Солнца, среди которых «Строение и эволюция звёзд» М. Шварцшильда, «Спокойное Солнце» Э. Гибсона и «Солнечная атмосфера» Г. Зирина.
Член Международного Астрономического Союза (МАС). В 1973—1976 годах был вице-президентом Комиссии по астрономическому образованию, в 1976—1979 годах — её президентом, до 2015 года — членом этой комиссии. Был также членом Комиссии 12 «Излучение и структура Солнца», Отделения С (Education, Outreach and Heritage) МАС.
Э. В. Кононович много сил отдавал борьбе за сохранение курса астрономии в средней школе, наряду с А. В. Засовым был автором серии школьных учебников. Работал в постоянной комиссии по астрономии при Министерстве просвещения СССР. Являлся председателем Московского отделения Астрономо-геодезического общества. Во многом благодаря его усилиям было сохранению историческое помещение МО АГО в целях популяризации современной науки среди энтузиастов астрономии. Когда в 1992 году Астрономическое общество решило создать свой научно-популярный альманах, Э. В. Кононович согласился возглавить эту работу. Именно он дал новому изданию название «Вселенная и Мы». Читал лекции в Московском планетарии на Трибуне Учёного, выступал на радио и по телевидению, один из создателей мультимедийного диска «Жизнь Земли в атмосфере Солнца».

## Награды
- Знак ветерана труда
- Заслуженный преподаватель МГУ (1999)
- Памятный знак МГУ им. М. В. Ломоносова
- Медали ВДНХ
- Медаль «В память 850-летия Москвы»

## Избранные труды
- Кононович Э. В., Мороз В. И. Общий курс астрономии / Под ред. В. В. Иванова. — 8-е / 7-е / 6-е / 5-е / 4-е / 3-е / 2-е / 1-е издания. — М.: URSS, 2022 / / 2017 / 2015 / 2011 / / 2004 / 2001. — 544 / / 542 / 542 / 542 / / 538 / 542 с. — (Классический университетский учебник).
- Засов А. В., Кононович Э. В. Астрономия. — 3-е издание. — М.: Физматлит, 2015. — 258 с.
- Кононович Э. В. Солнце — дневная звезда. — Изд. 2, испр. и доп.. — М.: URSS, 2009. — 160 с. — (НАУКУ — ВСЕМ! Шедевры научно-популярной литературы). — ISBN 978-5-397-00142-7.
- Кононович Э. В., Матвейчук Т. В., Смирнова О. Б., Красоткин С. А. Жизнь Земли в атмосфере Солнца: Мультимедийное учебное пособие. — 2-е / 1-е издание. — М.: НИИЯФ МГУ, 2007 / 2006.
- Засов А. В., Кононович Э. В. Астрономия-11. — М.: Просвещение, 1996. — 160 с. — ISBN 5-09-006785-6.
- Бакулин П. И., Кононович Э. В., Мороз В. И. Курс общей астрономии. — 5-е изд., перераб. / 4-е изд., испр. / 3-е изд., испр. / 2-е изд., перераб. / 1-е изд.. — М.: Наука, 1983 / 1977 / 1974 / 1970 / 1966. — 560 / 543 / 512 / 536 / 527 с.
- Кононович Э. В., Купряков Ю. А. Солнце и жизнь Земли. — М.: Знание, 1976. — 40 с.